# Giovanni Mario Crescimbeni

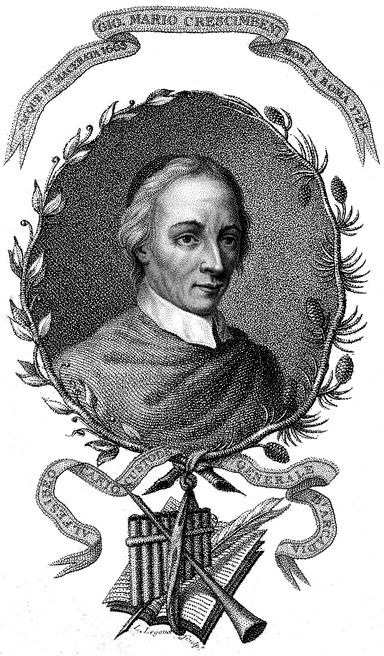
Giovanni Mario Crescimbeni, Kupferstich von Louis Legoux um 1790

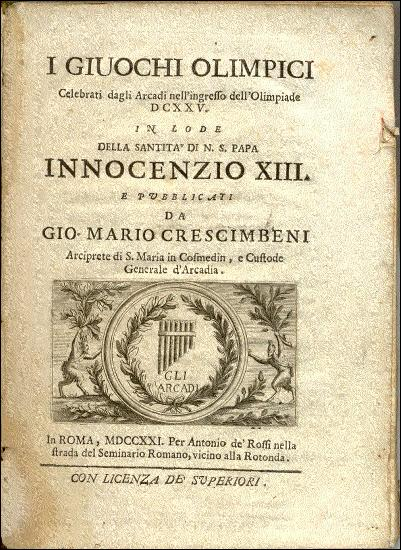

Giovanni Mario Crescimbeni (* 9. Oktober 1663 in Macerata; † 8. März 1728 in Rom) war ein italienischer Dichter und Historiker.

## Leben
Crescimbeni war von 1690 bis 1728 Kustode der Accademia dell’Arcadia. Seit 1700 war er auch Mitglied der Accademia della Crusca in Florenz.
Innerhalb der Accademia vertrat er im Gegensatz zu Giovanni Vincenzo Gravina, der sich an Homer und Dante orientierte, die Richtung der an Petrarca orientierten Vertreter der Poesia volgare. 1705 wurde er Kanoniker von Santa Maria in Cosmedin in Rom, 1719 Erzpriester und 1728 wurde er zwei Monate vor seinem Tod in die Societas Iesu aufgenommen.

## Ehrungen
1701 wurde er zum Mitglied der Deutschen Akademie der Naturforscher Leopoldina gewählt.

## Werke
- Istoria della volgar poesia, Rom 1698
- La bellezza della volgar poesia, Rom 1700
- Commentario intorno alla volgar poesia, Rom 1702–1711, 5 Bände